# Dia Internacional dels Museus

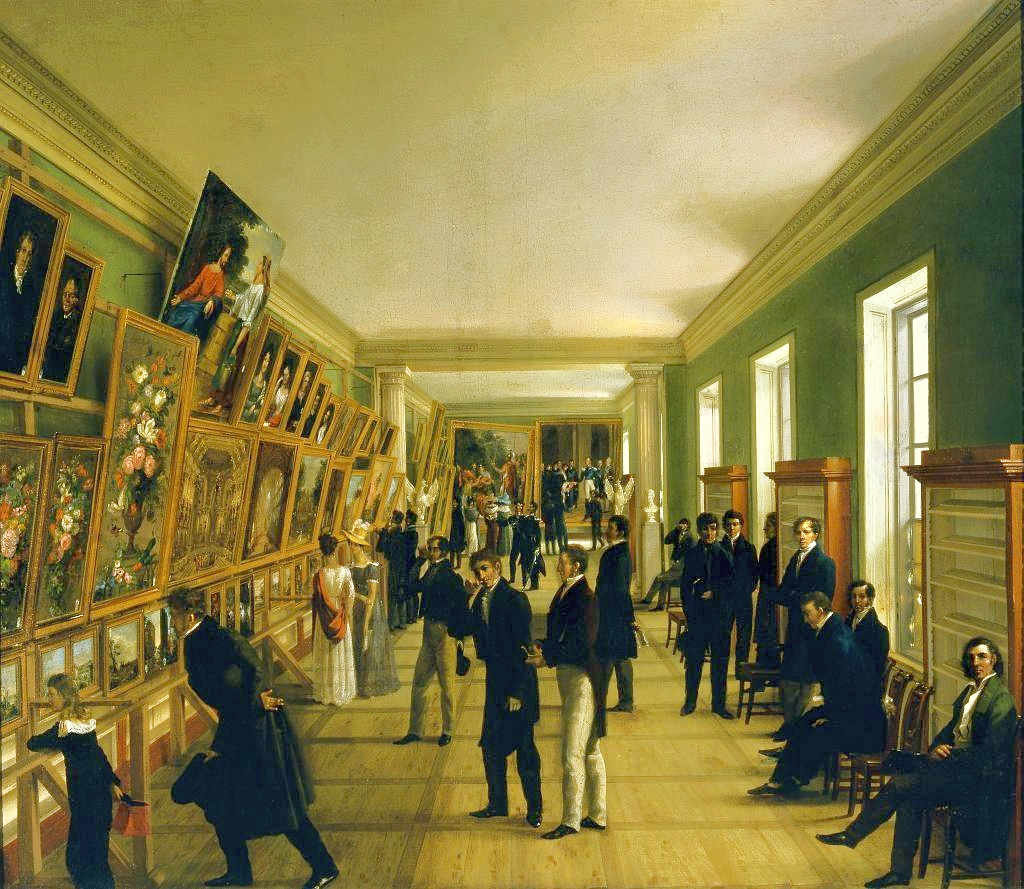
Exposició de Belles Arts a Varsòvia el 1828.

El Dia Internacional dels Museus se celebra anualment cada 18 de maig des de 1977, seguint la 5a resolució de la XII Assemblea General del Consell Internacional de Museus (ICOM) celebrada a Moscou. Es tracta d'un dia on s'intenta retallar la distància entre els museus i la societat, intentant mostrar al públic els reptes d'aquests, seguint la màxima que "els museus són una institució al servei de la societat i del seu desenvolupament".
Es tracta d'una celebració molt popular. El 2009, es va celebrar a més de 20.000 museus de 90 països diferents. Sovint, aquest dia molts museus ofereixen entrada gratuïta.
A principis de 2011 es va iniciar una campanya a la xarxa, intentant que Google commemori aquesta jornada amb un doodle, versions del seu logo a la plana principal del cercador, com ja han fet amb el Dia Mundial de l'Aigua o el Dia Internacional de la Dona. El cercador també ha creat Doodles inspirats en artistes com ara Van Gogh o Edvard Munch.

## Lemes
El consell consultiu de l'ICOM proposa un lema anualment i es discuteix a la revista especialitzada del sector. Les activitats organitzades arreu del món als diferents museus estan relacionades amb el lema que es tria anualment.
- 1992 - Museus i Medi Ambient
- 1993 - Els museus i els pobles indígenes
- 1994 - Darrere de les escenes en els museus
- 1995 - La resposta i la responsabilitat
- 1996 - Recull d'avui per demà
- 1997-1998 - La lluita contra el tràfic il·lícit de béns culturals
- 1999 - Els plaers del descobriment
- 2000 - Museus per la Pau i l'harmonia en la societat
- 2001 - Museus: comunitat
- 2002 - Museus i Globalització
- 2003 - Museus i Amics
- 2004 - Museus i Patrimoni Immaterial
- 2005 - Museus, ponts entre cultures
- 2006 - Els museus i els joves
- 2007 - Museus i Patrimoni Universal
- 2008 - Museus com a agents de canvi social i el desenvolupament
- 2009 - Museus i turisme
- 2010 - Museus i harmonia social
- 2011 - Museu i memòria
- 2012 - Museus en un món canviant. Nous reptes, noves inspiracions Arxivat 2012-05-05 a Wayback Machine.
- 2013 - Museus (memòria + creativitat = progrés social)
- 2014 - Museus: les Col·leccions creen Connexions Arxivat 2015-08-11 a Wayback Machine.
- 2015 - Museus per a una societat sostenible Arxivat 2015-05-18 a Wayback Machine.
- 2016 - Museus i paisatges culturals
- 2017 - Museus i històries controvertides: dir allò indecible en museus
- 2018 - Museus hiperconnectats: enfocaments nous, públics nous Arxivat 2018-05-17 a Wayback Machine.